# Моша
Мо́ша — река в Архангельской области, правый приток Онеги. Длина — 131 км. Площадь бассейна — 8450 км². Вытекает из озера Большое Мошинское на высоте 76 м над уровнем моря.
Река протекает в Плесецком и Няндомском районах Архангельской области. Впадает в Онегу в 250 км от устья. В четырёх километрах от места впадения находится село Федово.
В бассейне Моши расположено множество болот. Река использовалась[когда?] для сплава леса. Водятся окунь, щука, сорога, лещ.

## Притоки
- 8 км: река Шондома
- 25 км: река Лельма
- 32 км: река Лепша
- 65 км: река Вагеша (Вогиша, Вогишь)
- 81 км: река Нименьга
- 96 км: река Шожма (Шежма, Шошма)
- 104 км: река Илисига
- 106 км: ручей Илиха
- 124 км: река Лим
- 128 км: река Икса